# Scotolemon lucasi
Scotolemon lucasi is een hooiwagen uit de familie Phalangodidae.